# الخلافية (سوهاج)
قرية الخلافية هي إحدى القرى التابعة لمركز جرجا بمحافظة سوهاج في جمهورية مصر العربية. حسب إحصاءات سنة 2006، بلغ إجمالي السكان في الخلافية 20521 نسمة، منهم 10257 رجل و10264 امرأة.